# 茶托

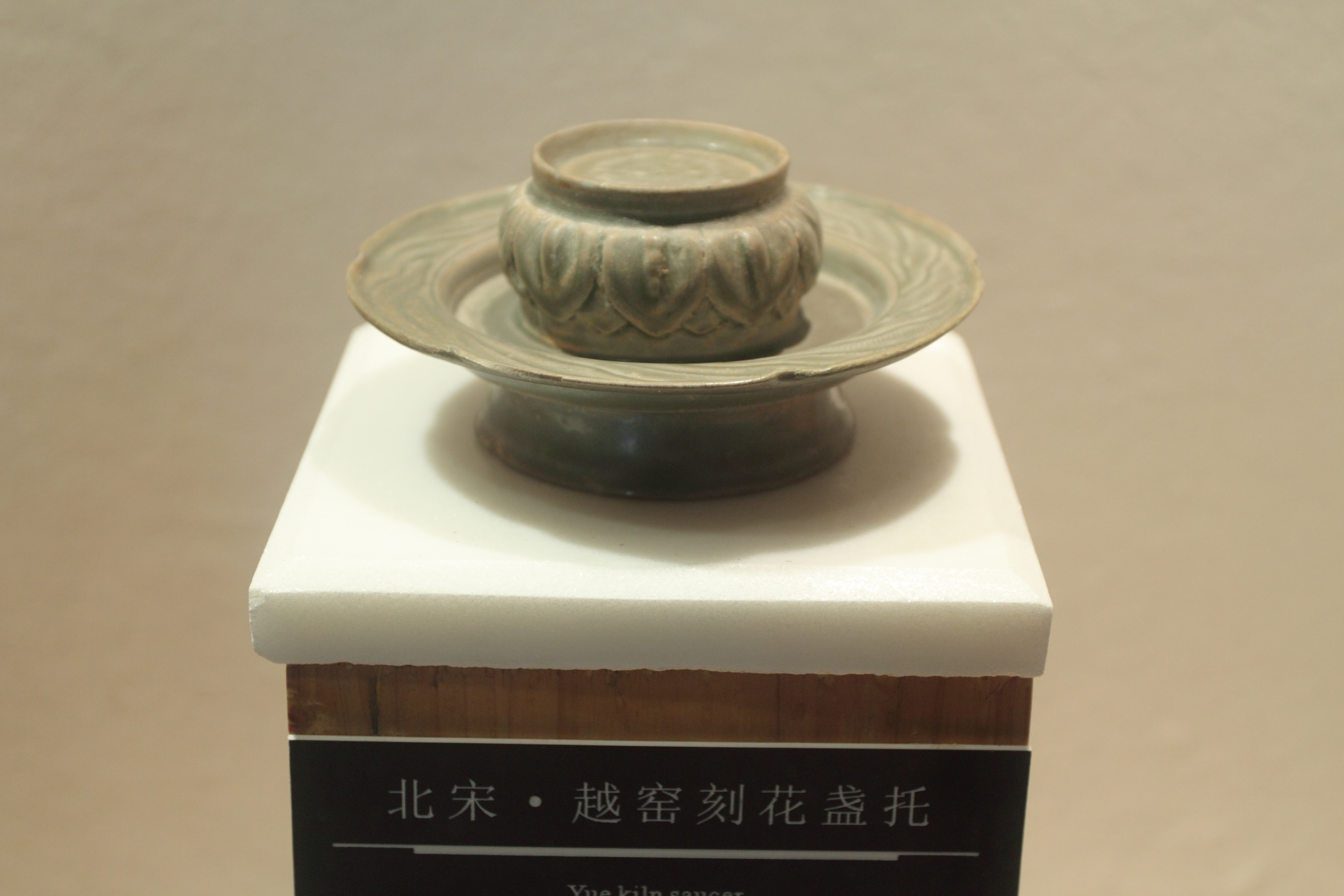
北宋越窯刻花盞托

茶托，也稱茶托子盞盤、盞臺、茶舟、茶船、茶襯，與茶盞合用，承於其下，以穩固茶盞，收集溢出的茶湯，並避免高溫茶湯燙手，合称托盞或盞托，也是蓋碗的組成部分。類似的器形在東亞傳統的酒器和食器中也有出現。
起源於中國，後傳入東亞其他地區如日本、朝鮮半島、越南、琉球。傳入歐洲後演變成茶杯碟。

## 起源
傳說茶托始見於唐代，唐 李匡乂《資暇錄》記載，建中蜀相崔寧之女，她為了避免茶杯燙手，就用碟子盛載茶杯。但喝的時候杯子會傾側，於是以蠟在碟子中央弄成環形固定杯子，之後再命工匠以漆環代替蠟環。崔寧看到覺得不錯，就命名為茶托子，並流傳於世。宋代程大昌的《演繁露》中也有同樣记载。
而實際上茶托出現的時間早於唐代。盛載杯子的托子最遲在漢代已出現，當時尚未有專門的茶具，食具往往兼作飲具，亦不會仔細區分茶具和酒具。當時已有人以托子盛載觴。而專用作茶具的茶托則不會晚於南北朝。江西省吉安县长塘乡的南朝齐永明十一年（493年）墓葬就出土一件青瓷茶托，而江西南昌市郊，福建省福州南屿、闽侯、建瓯等地的南朝墓中也有同类茶托出土。甚至有考古學家認為，晉朝時已有專門的茶托。

## 發展及傳播

### 中國
唐代陸羽的《茶經》雖然尚未把茶托列為茶器之一，但當時人飲茶使用茶托已很常見。到了宋代，飲茶風氣大盛，出現了不少茶托。宋代青瓷文物就有不少為盞托。

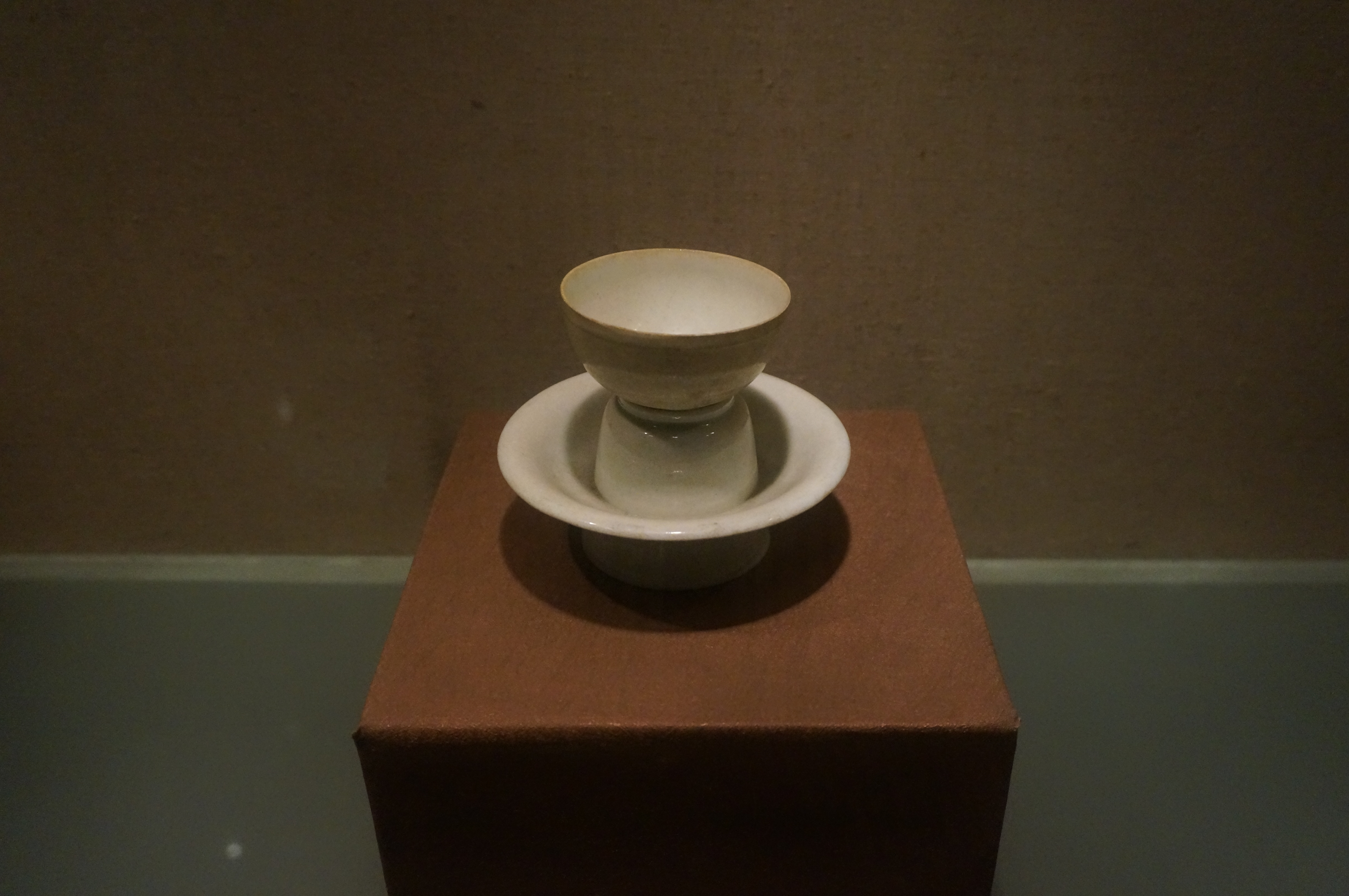
北宋湖田窑茶托和茶碗，1974年4月海宁硖石镇东山西麓宋墓出土，海宁博物馆藏
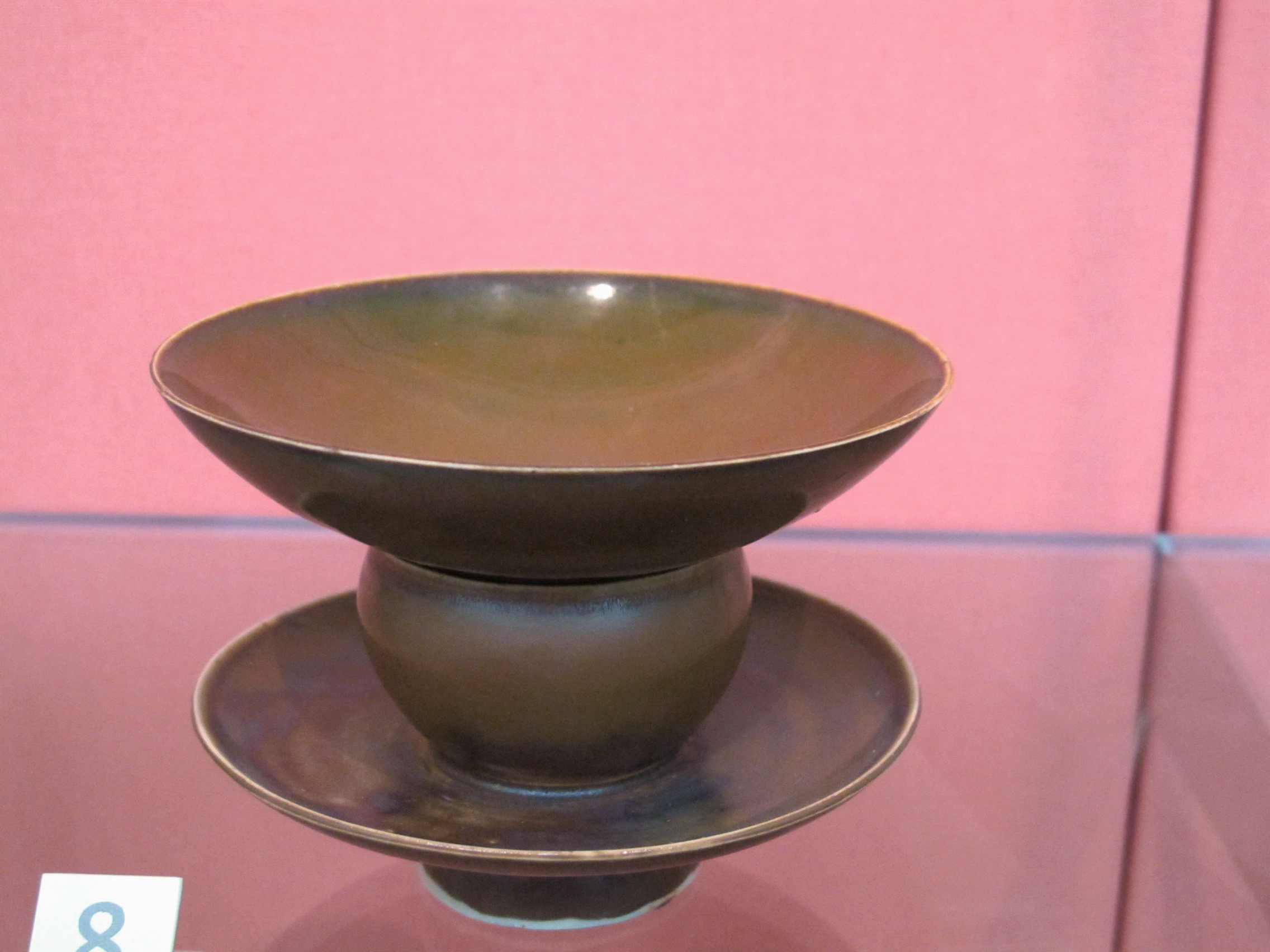
北宋茶碗與茶托
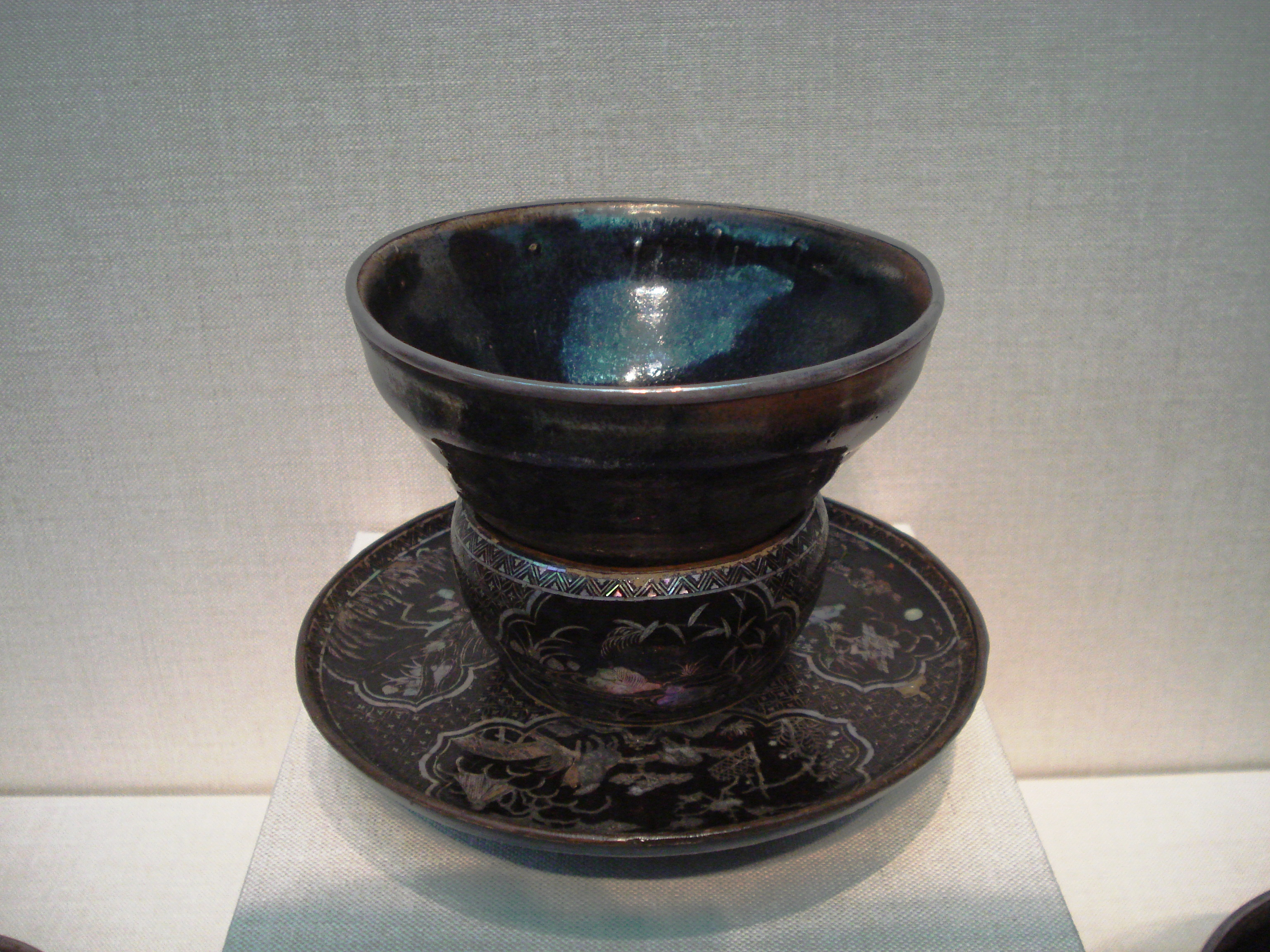
明代漆器茶托與宋代瓷質茶碗
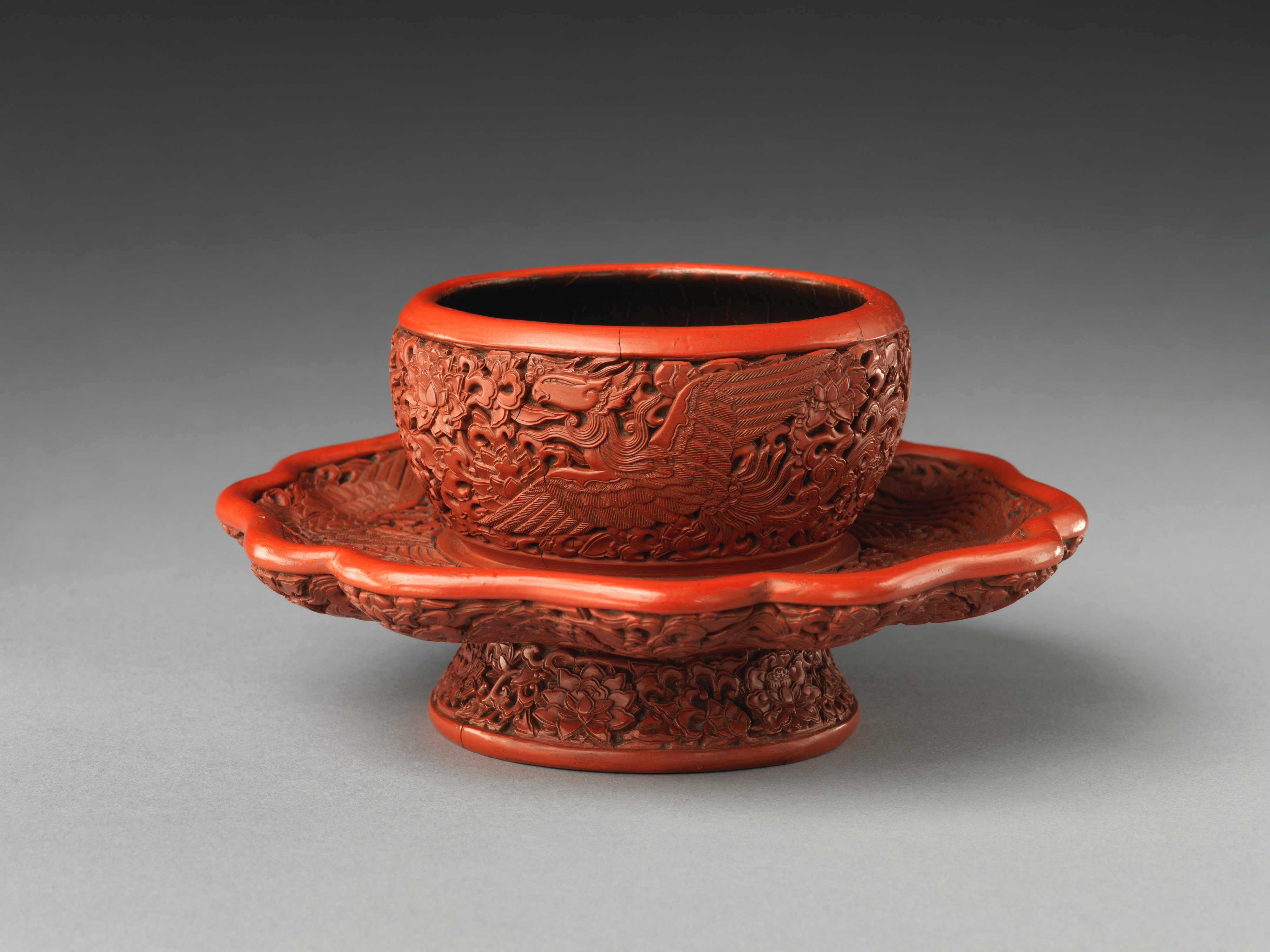
明代剔紅漆茶托
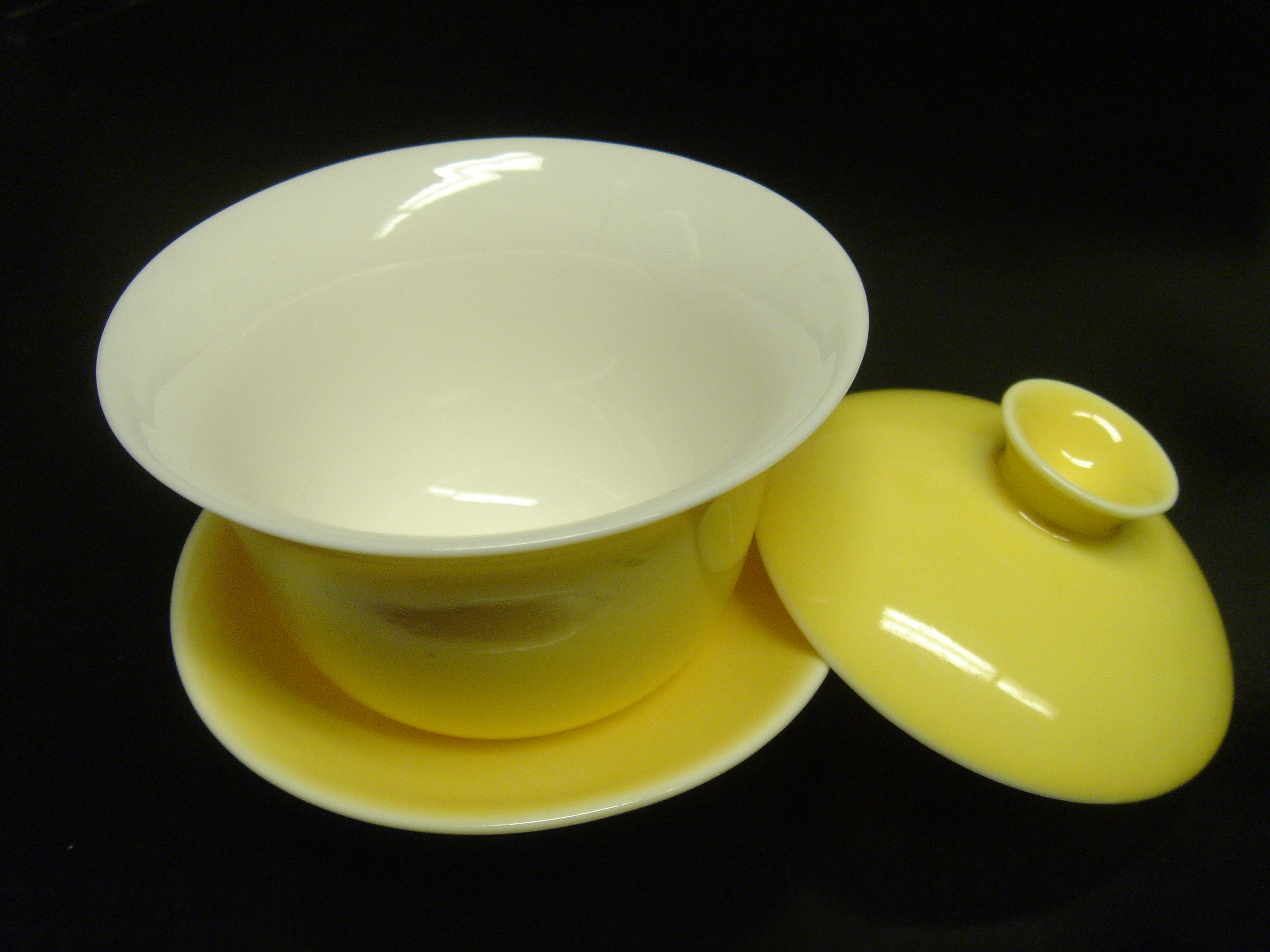
現代中式陶瓷蓋碗，包括茶托
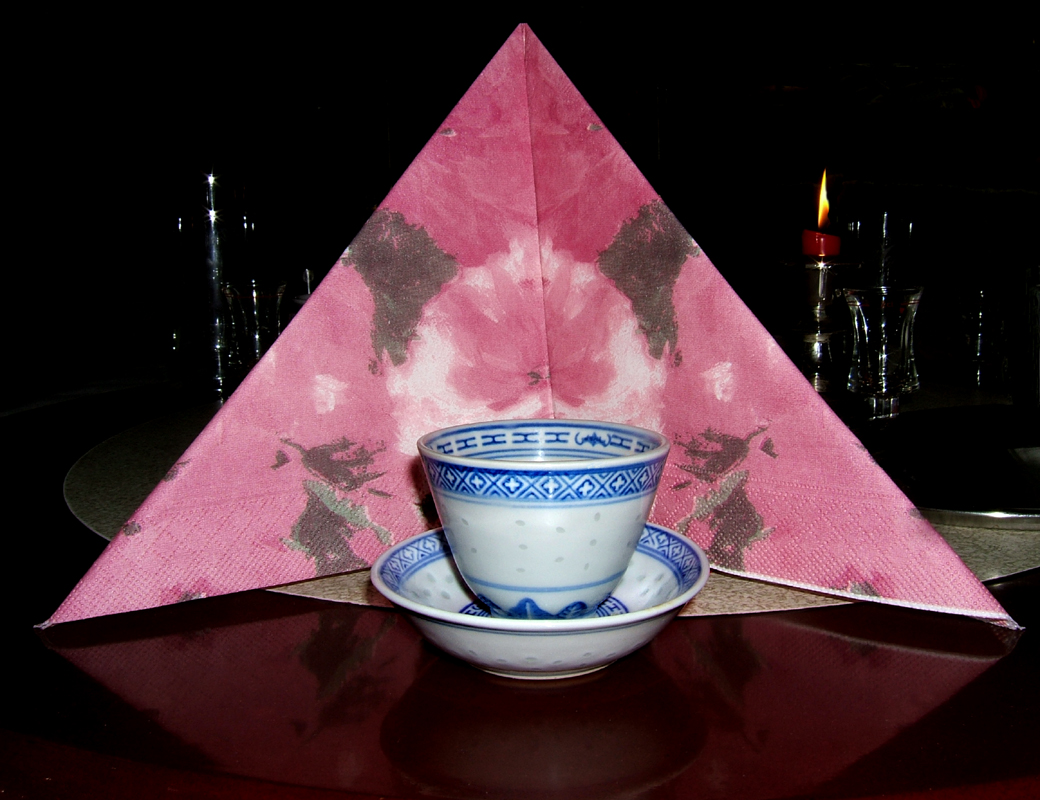
現代中式青花瓷茶托和茶杯

>

### 日本
日本在鎌倉時代僧人至中國宋朝求法，多在浙江臨安縣境的天目山內寺院修行。歸國時帶回寺院內學習到點茶法和茶器，包括黑釉茶碗和茶托。由於黑釉茶碗是從天目山帶來，故日本人稱之為天目茶碗，而盛載天目茶碗的茶托則稱為天目台。這種形制的茶托一直用於日本茶道中點茶道的部份流派。到了江戶時代，南明福建福清的萬福寺僧人隱元隆琦受邀至長崎興福寺出任住持，並把明代流行的泡茶法帶到日本，為煎茶道的濫觴。而泡茶所用包括明式茶托在內的茶具也隨之傳到日本，成為煎茶道的茶具之一。江戶時代九州人也喜歡用配有茶托的蓋碗品茶。

江戶時代茶杯與茶托
江戶時代伊萬里燒茶杯與茶托
江戶時代伊萬里燒蓋碗，包括茶托
江戶時代伊萬里燒蓋碗，包括茶托
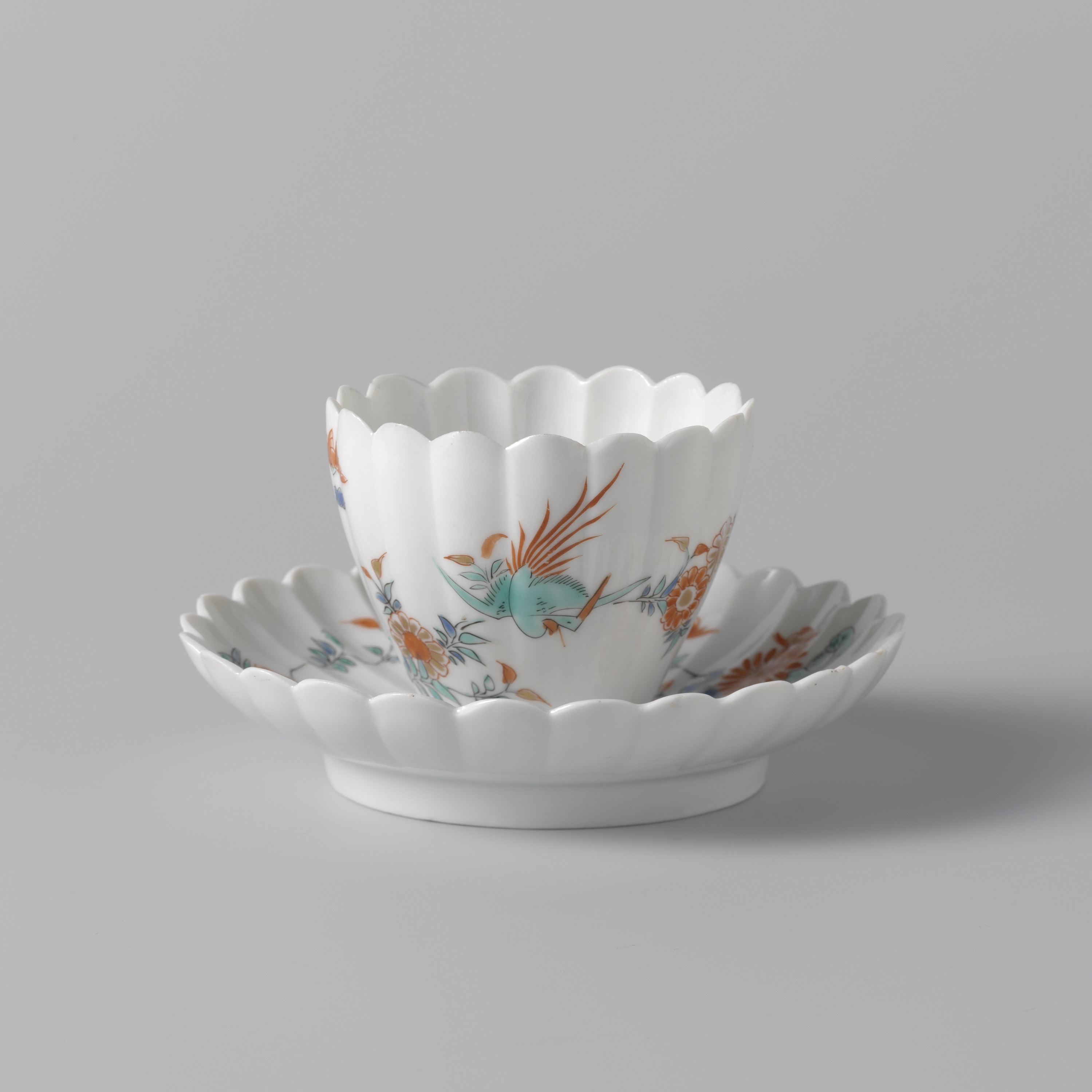
江戶時代柿右衛門樣式（英语：Kakiemon）茶碗與茶托
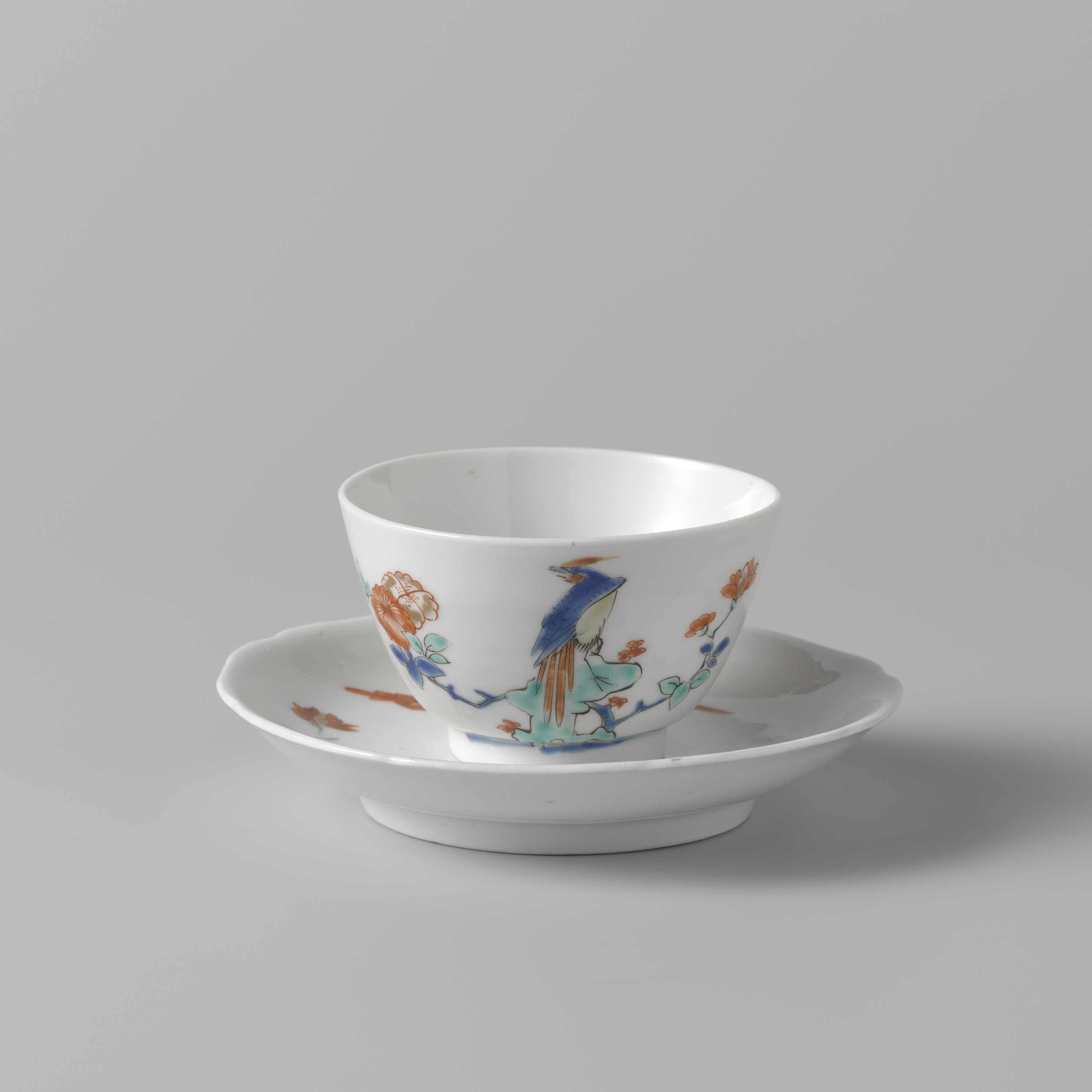
江戶時代柿右衛門樣式茶碗與茶托
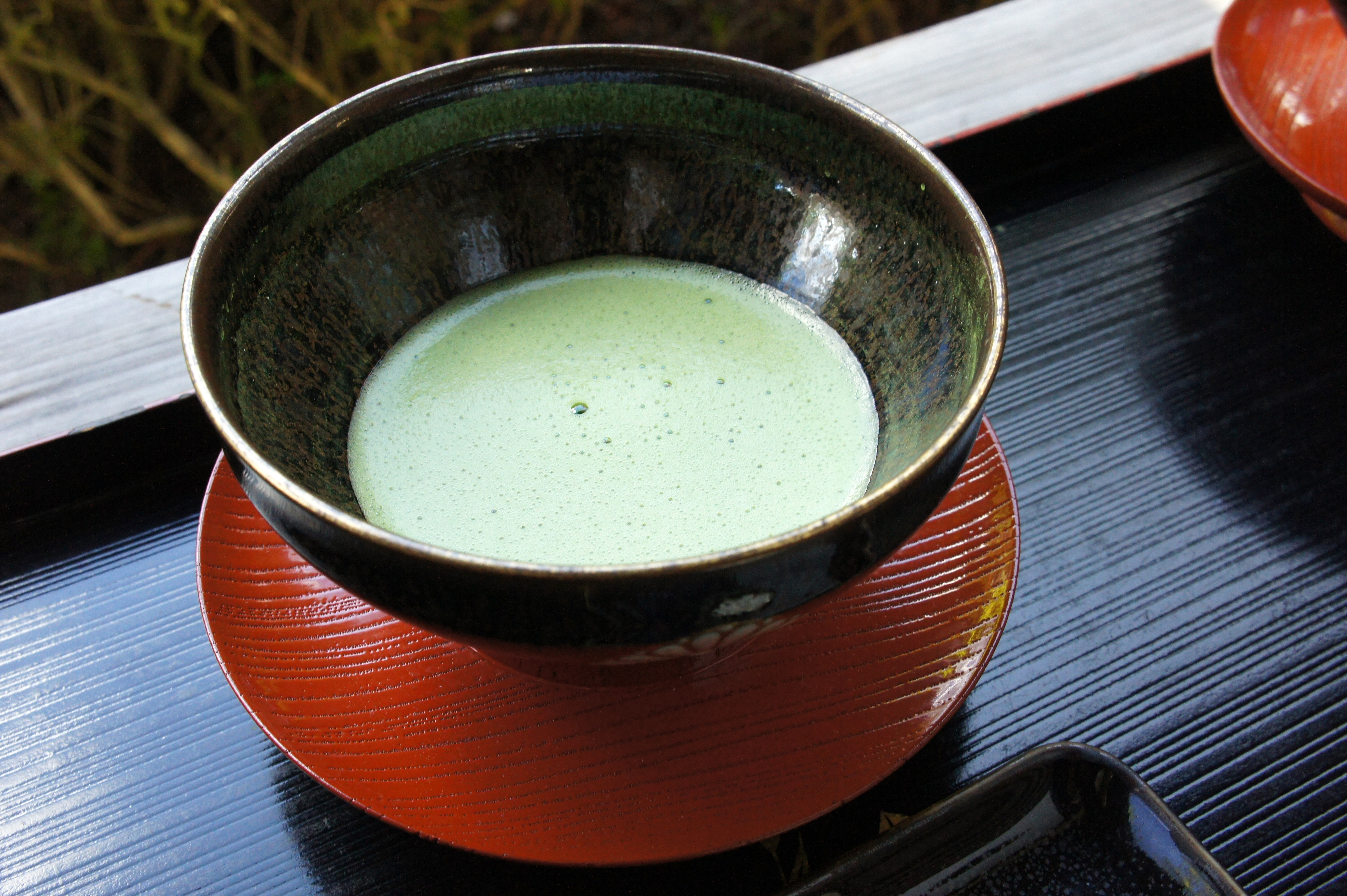
現代日式木胎漆器茶托和盛載抹茶的陶瓷茶碗

### 朝鮮
朝鮮在高麗時代從中國宋朝傳入點茶法，同時傳入包括茶托在內的宋式茶具，後來高麗自行製作茶托及茶盞，作為日常飲茶以及以宋代點茶法為基礎發展而成的茶禮末茶茶具。當時有不少以高麗青瓷製作的茶托。到朝鮮王朝，茶托又受到明式和清式茶托的影響，出現不同的形制。

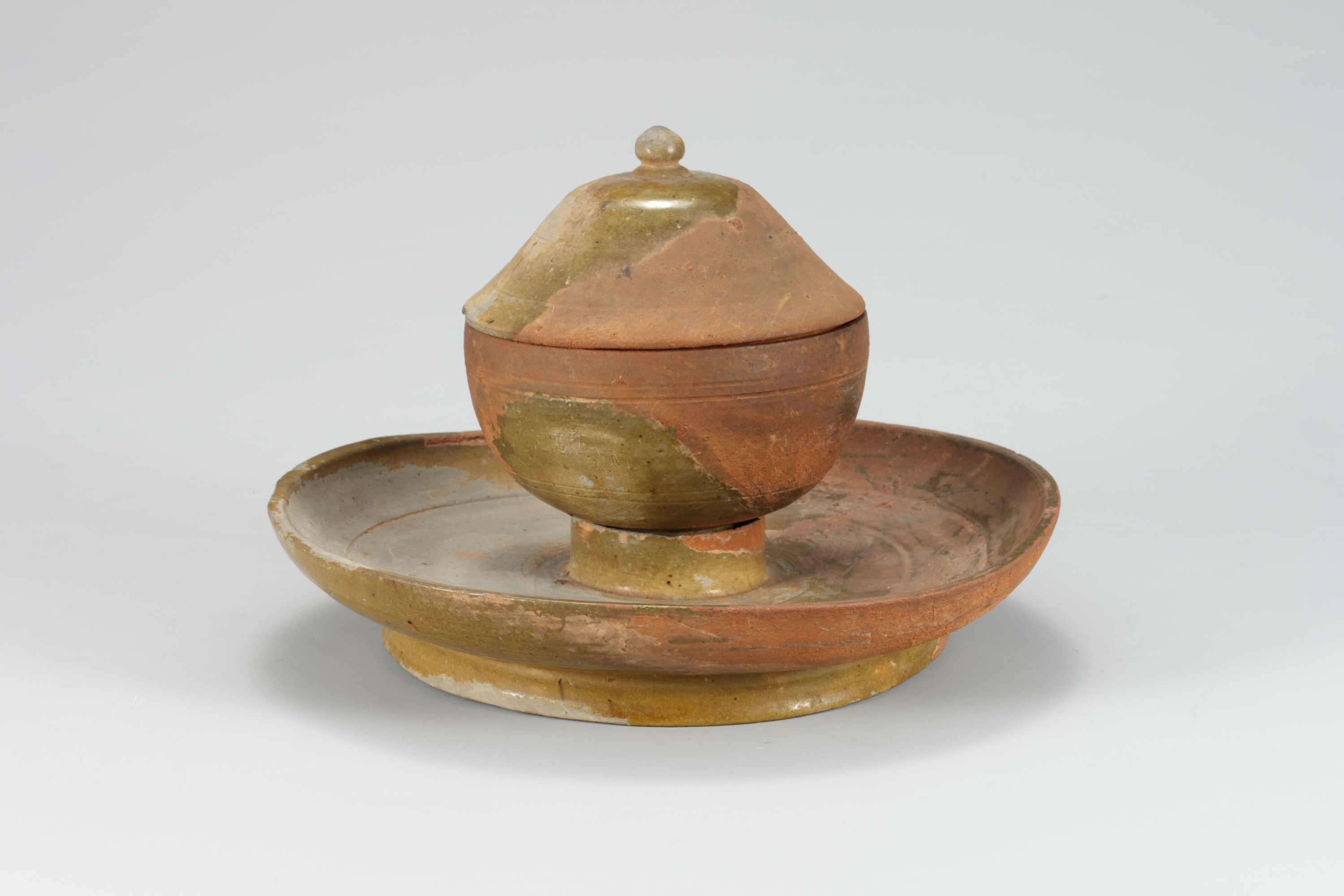
朝鮮三國時代陶質茶托和茶盅（朝鲜语：도기 녹유 탁잔）
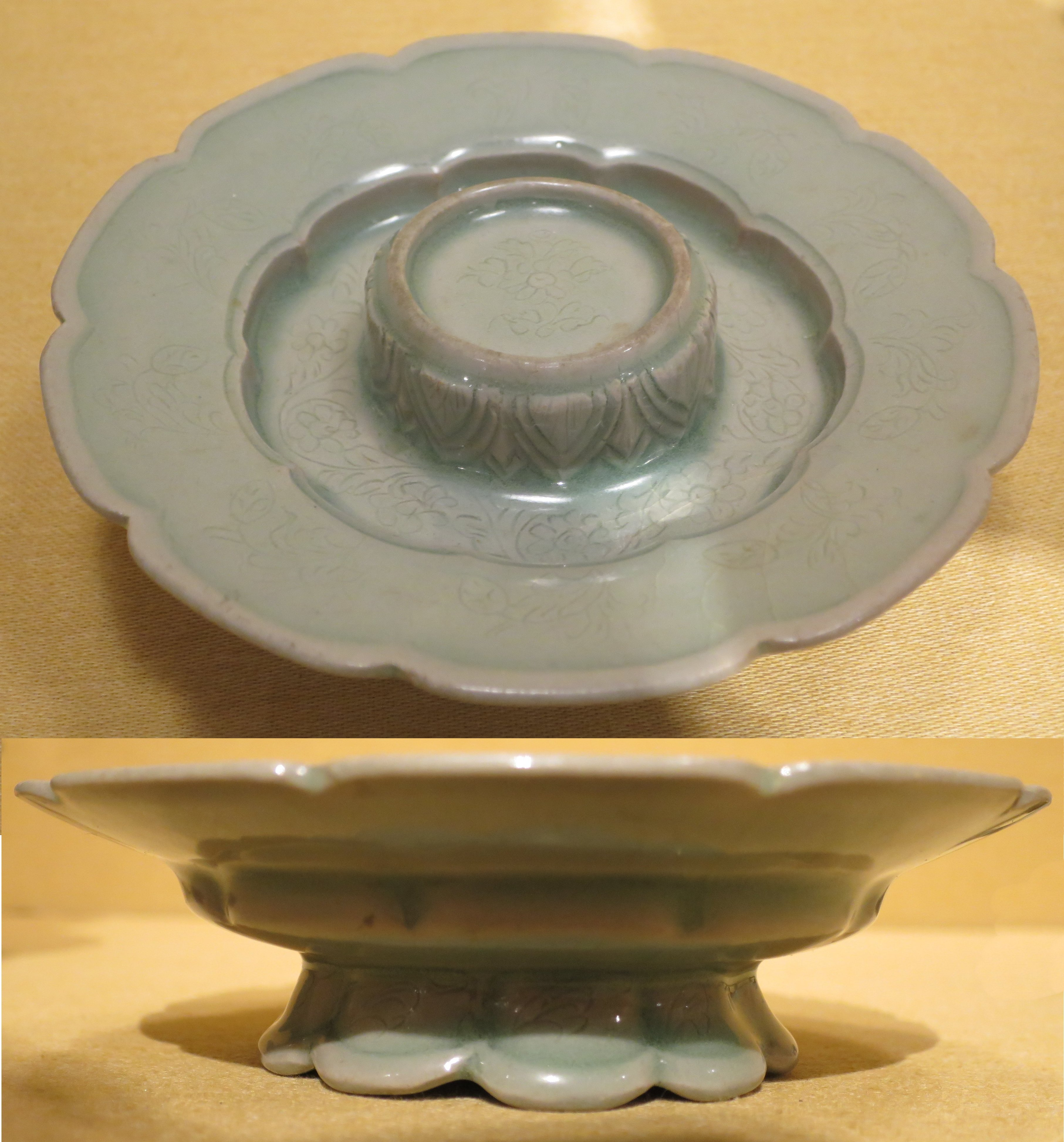
朝鮮高麗時代青瓷茶托，檀香山艺术博物馆藏
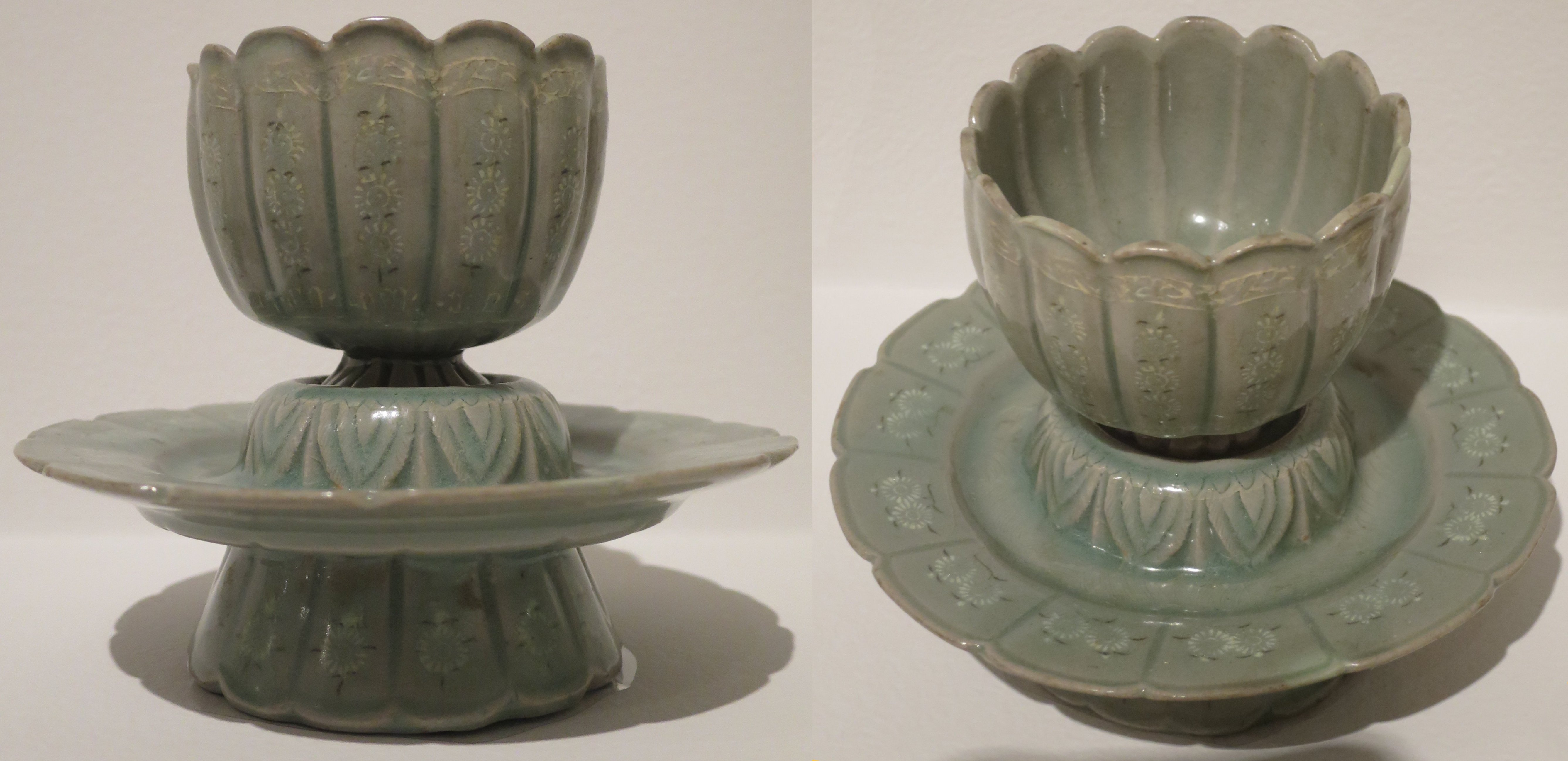
朝鮮高麗時代青瓷茶托和茶杯，檀香山艺术博物馆藏
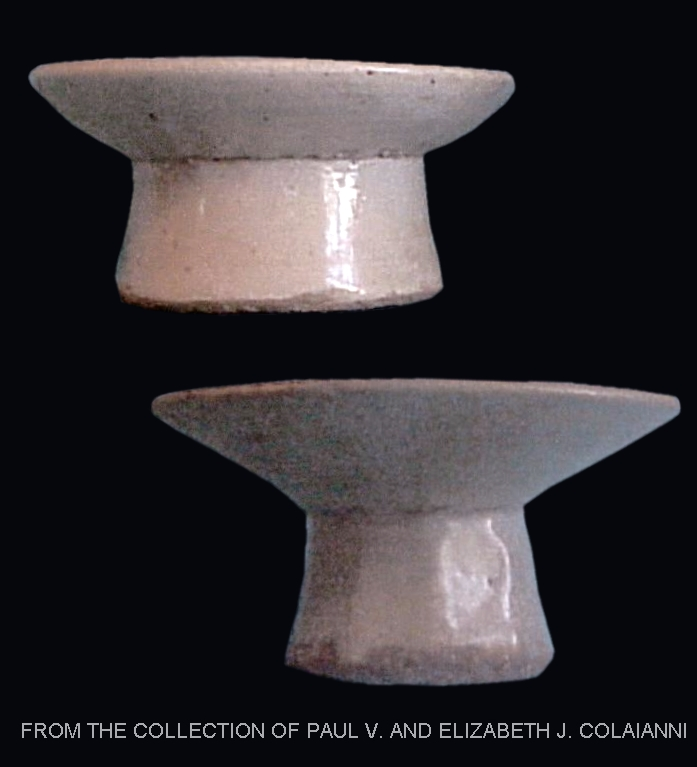
朝鮮王朝石胎瓷茶托

### 越南
越南在李朝時由中國宋朝傳入點茶法，為越南茶道之濫觴，亦同時傳入宋式茶具，包括茶托。此後歷代的越南茶托皆深受中國影響，後黎朝至阮朝的茶托與中國明代和清代的茶托形制相似。

### 琉球
琉球國在第一尚氏王朝時期由明代移民閩人三十六姓傳入的泡茶法，至第二尚氏王朝初期，琉球茶道仍深受中國茶文化影響，茶托的形制亦然。後來琉球人又學習日本抹茶道，同時傳入日式天目台。此後茶托發展出琉球獨有的風格，融合了明清式茶托和日式天目臺的特點，通常為漆器。

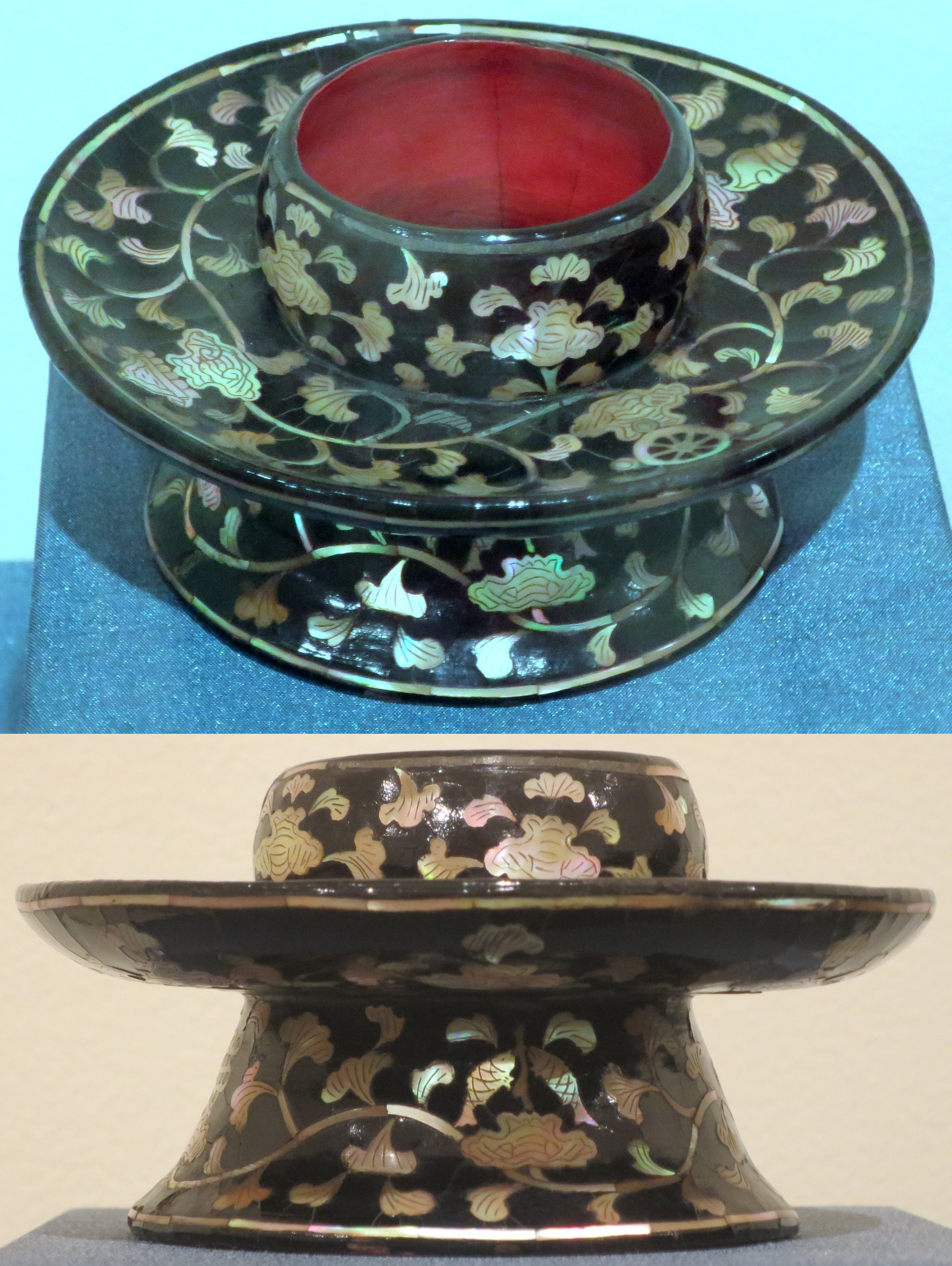
琉球螺鈿漆器茶托